# Slovak International 2002
Die Slovak International 2002 im Badminton fanden vom 10. bis zum 13. Oktober 2002 in Prešov statt.

## Sieger und Platzierte
| Disziplin    | Gold                              | Silber                               | Bronze                              |
| ------------ | --------------------------------- | ------------------------------------ | ----------------------------------- |
| Herreneinzel | Stanislav Pukhov                  | Jacek Niedźwiedzki                   | Andrej Zholobov                     |
| Herreneinzel | Stanislav Pukhov                  | Jacek Niedźwiedzki                   | Georgi Petrov                       |
| Dameneinzel  | Elena Sukhareva                   | Nadieżda Kostiuczyk                  | Bing Huang                          |
| Dameneinzel  | Elena Sukhareva                   | Nadieżda Kostiuczyk                  | Natalia Gorodnicheva                |
| Herrendoppel | Nikolai Sujew Stanislav Pukhov    | Michał Łogosz Robert Mateusiak       | Evgenij Isakov Andrej Zholobov      |
| Herrendoppel | Nikolai Sujew Stanislav Pukhov    | Michał Łogosz Robert Mateusiak       | Russell Hogg Graeme Smith           |
| Damendoppel  | Kirsteen McEwan Yuan Wemyss       | Natalia Gorodnicheva Elena Sukhareva | Larisa Griga Anna Khomenko          |
| Damendoppel  | Kirsteen McEwan Yuan Wemyss       | Natalia Gorodnicheva Elena Sukhareva | Ragna Ingólfsdóttir Sara Jónsdóttir |
| Mixed        | Andrey Konakh Nadieżda Kostiuczyk | Nikolai Sujew Marina Yakusheva       | Graeme Smith Kirsteen McEwan        |
| Mixed        | Andrey Konakh Nadieżda Kostiuczyk | Nikolai Sujew Marina Yakusheva       | Jiří Skočdopole Hana Procházková    |